# Heterorachis furcata
Heterorachis furcata är en fjärilsart som beskrevs av Claude Herbulot 1965. Heterorachis furcata ingår i släktet Heterorachis och familjen mätare. Inga underarter finns listade i Catalogue of Life.